# Uditore del Papa
Uditore del Papa, lateinisch Auditor Papae oder Auditor Sanctissimi, italienisch Uditore di Sua Santità, Uditore Santissimo, deutsch Auditor des Papstes oder Auditor Seiner Heiligkeit, war ein Titel innerhalb der Päpstlichen Familie.
Dieser aus den Würdenträgern der Kurie ausgewählte Prälat bekleidete das im Rang dritthöchste Amt der Päpstlichen Familie. In der Regel war er ein bewährter Gelehrter des kanonischen Rechts. Aufgrund päpstlichen Privilegs hatte er Vollmacht, alle Verfahren vor kirchlichen Gerichtshöfen an sich zu ziehen. Zugleich war er kraft Amtes Examinator der Bischöfe im Kirchenrecht. Sein Amtssitz war wie der des Papstes im Quirinalspalast.
Durch einen Erlass Papst Gregors XVI. vom 5. Oktober 1831 wurde das Amt des Auditor Papae aufgehoben und seine Aufgaben wurden der Apostolischen Signatur übertragen.

## Amtsinhaber
- Prospero Marefoschi, 1712–1724
- Charles Erskine, 1793–1803
- Alessandro Lacchini, 1803–1815
- Giovanni Alliata, 1815–1816
- Alessandro Maria Tassoni, 1816–1818
- Belisario Cristaldi, 1818–1820
- Carlo Odescalchi, 1820–1823
- Alessandro Buttaoni, 1823–1826
- Francesco Isola, 1826–1829
- Girolamo Bontadosi, 1829–1840 (Pro-Auditor)
- Pietro Leonardi, 1840–1841
- Prospero Caterini, 1841–1845
- Giovanni Janni, 1845–1867